# Italochrysa flavobrunnea
Italochrysa flavobrunnea är en insektsart som beskrevs av Soumyendra Nath Ghosh 1981. Italochrysa flavobrunnea ingår i släktet Italochrysa och familjen guldögonsländor. Inga underarter finns listade i Catalogue of Life.